# Matutum
Matutum je 2 286 m vysoká aktivní sopka, ležící na jihu Filipín na ostrově Mindanao, zhruba 30 km severozápadně od města General Santos.

## Popis
Společně s dalšími 22 sopkami na Filipínách je Matutum součástí Ohnivého kruhu, zlomové linie vícero tektonických desek, obklopující v délce 40 tisíc kilometrů téměř celý Tichý oceán. Na Filipínách se stýkají dvě tektonické desky: eurasijská a filipínská. Filipínská deska, se jakožto těžší oceánská noří pod euroasijskou rychlostí 84 mm za rok. Tím zde v zemské kůře dochází k obrovskému napětí a to se uvolňuje tektonickou činností v podobě zemětřesení. Subdukující filipínská deska dále klesá a zhruba ve hloubce 65–130 km dochází k jejímu tavení, čímž se z ní uvolňují plyny a vodní pára. Vzniklé magma, obohacené těmito plyny poté díky své nižší hustotě stoupá k povrchu, kde tvoří a pohání řetězce sopek. V důsledku přítomnosti plynné složky se sopečná činnost často projevuje explozivními, někdy i velmi mohutnými erupcemi.
Základna hustě zalesněného stratovulkánu má průměr 25 kilometrů. Průměr vrcholového kráteru činí 320 m a hloubka 120 m. Také jeho dno je pokryto bujnou vegetací. Na západním až jihozápadním úpatí se rozkládají termální prameny Acmonan a Linan. Okolí vulkánu bylo roku 1995 vyhlášeno chráněnou oblastí, s výměrou 140 km². Je domovem 110 druhů rostlin a 57 druhů živočichů, například papouška lori vlnkovaného (Trichoglossus johnstoniae). Útočiště zde mají také ohrožené druhy jako je: orel filipínský (Nisaetus philippensis), orel opičí (Pithecophaga jefferyi), květozob vousatý (Dicaeum proprium)), holub rudoprsý (Gallicolumba crinigera) nebo nártoun filipínský (Tarsius syrichta).

## Vulkanismus
Poslední potvrzená erupce proběhla v roce 1290, ačkoliv jsou podezření na nejistou freatickou erupci dne 7. března 1911. 